# Ígor Nikoláievich Rodiónov
Ígor Nikoláievich Rodiónov (en ruso: Игорь Николаевич Родионов; Kurakino, óblast de Penza, 1 de diciembre de 1936 - Moscú, 19 de diciembre de 2014) fue un general ruso y diputado de la Duma. Es principalmente conocido por ser un notable político de la llamada «línea dura» y por sus servicios al frente del Ministerio de Defensa de la Federación Rusa en la década de 1990.

## Biografía
Rodiónov sirvió en el Ejército Rojo como oficial en la República Democrática Alemana, Checoslovaquia, el Lejano Oriente soviético y otras áreas. Entre 1970 y 1974, fue comandante de un regimiento motorizado perteneciente a la famosa 24.ª División Motorizada (la División de Hierro) en el Distrito Militar de los Cárpatos. Más tarde comandó la 17.ª División Motorizada. Fue jefe del 5.º Ejército en el Distrito Militar del Lejano Oriente entre 1983 y 1985, para pasar como jefe adjunto del Distrito Militar de Moscú entre 1986 y 1988 y terminar siendo nombrado comandante de la Transcaucasia. En 1989 fue elegido diputado de la URSS.
Rodiónov se responsabilizó de la violenta represión de las manifestaciones en abril de 1989 en Tiflis (Georgia), en las que murieron 19 personas y cientos resultaron heridas. Fue destituido de su cargo y asignado a la Academia del Estado Mayor, que era tradicionalmente donde acababan los oficiales que caían en desgracia. No obstante, basándose en sus convicciones, personalidad, su carrera y su reiterada oposición al uso de tropas en ciudades, existen pruebas concluyentes que harían pensar que él no fue más que un chivo expiatorio. La llamada Comisión Sobchak abrió una investigación sobre la matanza, llegando a la conclusión de que las órdenes de atacar a los manifestantes procedían del Ministro de Defensa Yazov. El número inesperadamente alto de manifestantes y la falta de experiencia de los soldados desplegados para controlar los disturbios civiles también sirvieron para empeorar los resultados.
De 1989 a 1996 estuvo al frente de la Academia del Estado Mayor. Entre 1996 y 1997 fue Ministro de Defensa de Rusia. Fue elegido miembro de la Duma Estatal en 2000, cargo que desempeñó hasta 2007, formando parte del bloque electoral «Patria» y luego por Rusia Justa.
Falleció el 19 de diciembre de 2014 tras una larga enfermedad.